# Sindaci di Bonn
Di seguito l'elenco cronologico dei sindaci di Bonn e delle altre figure apicali equivalenti che si sono succedute nel corso della storia.

## Repubblica di Weimar (1918-1933)
| Sindaci (Oberbürgermeister) (1918-1933) | Sindaci (Oberbürgermeister) (1918-1933) | Sindaci (Oberbürgermeister) (1918-1933) | Sindaci (Oberbürgermeister) (1918-1933) | Sindaci (Oberbürgermeister) (1918-1933) |
| Nominativo                              | Partito                                 | Partito                                 | Mandato                                 | Mandato                                 |
| Nominativo                              | Partito                                 | Partito                                 | Inizio                                  | Fine                                    |
| --------------------------------------- | --------------------------------------- | --------------------------------------- | --------------------------------------- | --------------------------------------- |
| Wilhelm Spiritus                        | ?                                       | ?                                       | 1918                                    | 1919                                    |
| Fritz Bottler                           | ?                                       | ?                                       | 1920                                    | gennaio 1923                            |
| Johannes Nepomuk Maria Falk             | ?                                       | ?                                       | gennaio 1923                            | 1931                                    |
| ?                                       | ?                                       | ?                                       | 1931                                    | aprile 1932                             |
| Franz Wilhelm Lürken                    | ?                                       | ?                                       | aprile 1932                             | 13 marzo 1933                           |

## Germania nazista (1933-1945)
| Sindaci (Oberbürgermeister) nominati dal governo (1933-1945) | Sindaci (Oberbürgermeister) nominati dal governo (1933-1945) | Sindaci (Oberbürgermeister) nominati dal governo (1933-1945) | Sindaci (Oberbürgermeister) nominati dal governo (1933-1945) | Sindaci (Oberbürgermeister) nominati dal governo (1933-1945) |
| Nominativo                                                   | Partito                                                      | Partito                                                      | Mandato                                                      | Mandato                                                      |
| Nominativo                                                   | Partito                                                      | Partito                                                      | Inizio                                                       | Fine                                                         |
| ------------------------------------------------------------ | ------------------------------------------------------------ | ------------------------------------------------------------ | ------------------------------------------------------------ | ------------------------------------------------------------ |
| Ludwig Rickert                                               |                                                              | Partito Nazionalsocialista Tedesco dei Lavoratori            | giugno 1933                                                  | marzo 1945                                                   |

## Zona di occupazione britannica (1945-1949)
| Sindaci (Oberbürgermeister) nominati dal comando militare statunitense (1945-1946) | Sindaci (Oberbürgermeister) nominati dal comando militare statunitense (1945-1946) | Sindaci (Oberbürgermeister) nominati dal comando militare statunitense (1945-1946) | Sindaci (Oberbürgermeister) nominati dal comando militare statunitense (1945-1946) | Sindaci (Oberbürgermeister) nominati dal comando militare statunitense (1945-1946) |
| Nominativo                                                                         | Partito                                                                            | Partito                                                                            | Mandato                                                                            | Mandato                                                                            |
| Nominativo                                                                         | Partito                                                                            | Partito                                                                            | Inizio                                                                             | Fine                                                                               |
| ---------------------------------------------------------------------------------- | ---------------------------------------------------------------------------------- | ---------------------------------------------------------------------------------- | ---------------------------------------------------------------------------------- | ---------------------------------------------------------------------------------- |
| Eduard Spoelgen                                                                    |                                                                                    | Unione Cristiano-Democratica di Germania                                           | marzo 1945                                                                         | 1948                                                                               |
| Sindaci (Oberbürgermeister) eletti dal Consiglio cittadino (1948-1949)             |                                                                                    |                                                                                    |                                                                                    |                                                                                    |
| Nominativo                                                                         | Partito                                                                            | Partito                                                                            | Mandato                                                                            | Mandato                                                                            |
| Nominativo                                                                         | Partito                                                                            | Partito                                                                            | Inizio                                                                             | Fine                                                                               |
| Peter Stockhausen                                                                  |                                                                                    | Unione Cristiano-Democratica di Germania                                           | 26 ottobre 1948                                                                    | 1949                                                                               |

## Repubblica Federale di Germania (dal 1949)
| Sindaci (Oberbürgermeister) eletti dal Consiglio cittadino (1949-1994)   | Sindaci (Oberbürgermeister) eletti dal Consiglio cittadino (1949-1994) | Sindaci (Oberbürgermeister) eletti dal Consiglio cittadino (1949-1994) | Sindaci (Oberbürgermeister) eletti dal Consiglio cittadino (1949-1994) | Sindaci (Oberbürgermeister) eletti dal Consiglio cittadino (1949-1994) | Sindaci (Oberbürgermeister) eletti dal Consiglio cittadino (1949-1994) | Sindaci (Oberbürgermeister) eletti dal Consiglio cittadino (1949-1994) |
| Nominativo                                                               | Partito                                                                | Partito                                                                | Mandato                                                                | Mandato                                                                | Elezione                                                               |                                                                        |
| Nominativo                                                               | Partito                                                                | Partito                                                                | Inizio                                                                 | Fine                                                                   | Elezione                                                               |                                                                        |
| ------------------------------------------------------------------------ | ---------------------------------------------------------------------- | ---------------------------------------------------------------------- | ---------------------------------------------------------------------- | ---------------------------------------------------------------------- | ---------------------------------------------------------------------- | ---------------------------------------------------------------------- |
| Peter Stockhausen                                                        |                                                                        | Unione Cristiano-Democratica di Germania                               | 1949                                                                   | 1951                                                                   | –                                                                      |                                                                        |
| Peter Maria Bosom                                                        |                                                                        | Unione Cristiano-Democratica di Germania                               | 1951                                                                   | novembre 1956                                                          | –                                                                      |                                                                        |
| Wilhelm Daniels                                                          |                                                                        | Unione Cristiano-Democratica di Germania                               | 1956                                                                   | 1969                                                                   | –                                                                      |                                                                        |
| Peter Kraemer                                                            |                                                                        | Unione Cristiano-Democratica di Germania                               | 1969                                                                   | 1975                                                                   | –                                                                      |                                                                        |
| Hans Daniels                                                             |                                                                        | Unione Cristiano-Democratica di Germania                               | 1975                                                                   | 1994                                                                   | –                                                                      |                                                                        |
| Bärbel Dieckmann                                                         |                                                                        | Partito Socialdemocratico di Germania                                  | 1994                                                                   | 1999                                                                   | –                                                                      |                                                                        |
| Sindaci (Oberbürgermeister) eletti direttamente dai cittadini (dal 1999) |                                                                        |                                                                        |                                                                        |                                                                        |                                                                        |                                                                        |
| Nominativo                                                               | Partito                                                                | Partito                                                                | Mandato                                                                | Mandato                                                                | Elezione                                                               |                                                                        |
| Nominativo                                                               | Partito                                                                | Partito                                                                | Inizio                                                                 | Fine                                                                   | Elezione                                                               |                                                                        |
| Bärbel Dieckmann                                                         |                                                                        | Partito Socialdemocratico di Germania                                  | 1999                                                                   | 30 agosto 2009                                                         | Elezione 1999                                                          |                                                                        |
| Bärbel Dieckmann                                                         | Elezione 2004                                                          | Partito Socialdemocratico di Germania                                  | 1999                                                                   | 30 agosto 2009                                                         |                                                                        |                                                                        |
| Jürgen Nimptsch (facente funzioni)                                       |                                                                        | Partito Socialdemocratico di Germania                                  | 30 agosto 2009                                                         | 29 ottobre 2009                                                        |                                                                        |                                                                        |
| Jürgen Nimptsch                                                          | 29 ottobre 2009                                                        | Partito Socialdemocratico di Germania                                  | 20 ottobre 2015                                                        | Elezione 2009                                                          |                                                                        |                                                                        |
| Ashok-Alexander Sridharan                                                |                                                                        | Unione Cristiano-Democratica di Germania                               | 21 ottobre 2015                                                        | 31 ottobre 2020                                                        | Elezione 2015                                                          |                                                                        |
| Katja Dörner                                                             |                                                                        | Alleanza 90/I Verdi                                                    | 1º novembre 2020                                                       | in carica                                                              | Elezione 2020                                                          |                                                                        |